# رنو کولئوس
رنو کولئوس (به فرانسوی: Renault Koleos‎) یک خودروی کامپکت اس‌یووی است که توسط خودروساز فرانسوی رنو ساخته شده‌است. بخش عمده تولید این خودرو توسط خط تولید رنو سامسونگ موتورز در بوسان انجام می‌شود. در بازار کره جنوبی نسل اول این خودرو با نام رنو سامسونگ QM5 و نسل دوم آن نیز با نام رنو سامسونگ QM6 به بازار عرضه شد. این خودرو ابتدا به عنوان یک خودروی مفهومی در نمایشگاه خودرو ژنو در سال ۲۰۰۰ و سپس به عنوان یک مدل تولیدی در سال ۲۰۰۶ در نمایشگاه خودرو پاریس ارائه شد.
نسل دوم رنو کولئوس در نمایشگاه خودروی پکن ۲۰۱۶ رونمایی شد. در این نسل از پلت‌فرم مدولار رنو-نیسان CMF-CD مشترک با نیسان ایکس-تریل و رنو کاجار استفاده شده‌است.

## نسل اول (۲۰۰۷–۲۰۱۶)

### بررسی اجمالی
کولئوس پس از فروش سینیک آرایکس۴ و کانگو به بازار کامپکت اس‌یووی‌های رنو افزوده شد. یک مدل مفهومی کولئوس در فوریه ۲۰۰۰ در رسانه‌ها به نمایش گذاشته شد. این خودرو در سال ۲۰۰۶ در نمایشگاه خودروی پاریس رونمایی و دو ماه بعد عرضه شد.
طراحی بدنه کولئوس بر اساس خودروهای مفهومی رنو کولئوس و رنو اگیوس بود. برخی از رقبای کولئوس مانند سیتروئن سی-کراسر و پژو ۴۰۰۷ نیز در زمان عرضه آن معرفی شدند. آداک آلمان در تست تصادف انجام شده در اوت ۲۰۰۸، پنج ستاره به کولئوس اعطا کرد.
در اوت ۲۰۱۰، کولئوس به‌دلیل فروش بسیار ضعیف بازار انگلستان را ترک کرد. همچنین در سالهای نزدیک وارد ایران شد. 
کولئوس فیس‌لیفت شده در ژوئیه ۲۰۱۱ رونمایی شد و در نمایشگاه بین‌المللی خودروی آلمان در سپتامبر ۲۰۱۱ به نمایش درآمد. تولید این نسل از کولئوس در مارس ۲۰۱۵ به پایان رسید.

### بازاریابی در سراسر جهان

#### کره جنوبی
در کره جنوبی، کولئوس توسط رنو سامسونگ موتورز (یکی از زیرمجموعه های رنو) در خط تولید این شرکت در شهر بوسان کره جنوبی تولید و با نام رنو سامسونگ QM5 (H45) فروخته شد.

#### هند
در بازار هند، رنو کولئوس در ۸ سپتامبر ۲۰۱۱ معرفی شد. کولئوس محبوب در نیمه اول سال ۲۰۱۱ رشد سالانه ۵۱ درصدی را به ثبت رساند.
این خودرو با موتور دیزلی 2.0 dCi با حداکثر توان خروجی ۱۵۰ اسب بخار در ۴۰۰۰ دور در دقیقه و حداکثر گشتاور ۳۲۰ نیوتن متر در ۲۰۰۰ دور در دقیقه در دسترس است.

### امکانات
کیسه هوا برای سرنشینان جلو، جانبی، پرده ای، ترمز جلو و عقب دیسکی و پایداری در جاده‌های مختلف و آب و هوای مختلف و ترمز دستی الکترونیکی، سیستم باز و بسته شدن درها و استارت بدون کلید، دکمه‌های کنترل سیستم صوتی فرمان، کنترل خودکار تهویه، بلوتوث، تنظیم برقی و سرد کن گرم کن صندلی‌ها، تنظیم برقی آئینه‌ها و گرمکن، آئینه تاشو، سقف پانوراما، سیستم اتوماتیک ثابت نگه داشتن حالت افقی در شیب، سنسور پارک و باران و کامپیوتر سفری

### موتورها
موتورهای نسل اول به شرح زیر است:
| موتور     | حجم موتور | قدرت                                               | سرعت نهایی                             | شتاب ۰–۱۰۰ (ثانیه)، |
| --------- | --------- | -------------------------------------------------- | -------------------------------------- | ------------------- |
| 2.0 L 16V | ۱۹۹۷ سی‌سی | ۱۰۳ کیلووات (۱۴۰ اسب بخار متری؛ ۱۳۸ اسب بخار ترمز) | ۱۷۴ کیلومتر بر ساعت (۱۰۸ مایل بر ساعت) | ۹٫۵ ثانیه           |
| 2.5 L 16V | ۲۴۸۸ سی‌سی | ۱۲۶ کیلووات (۱۷۱ اسب بخار متری؛ ۱۶۹ اسب بخار ترمز) | ۱۸۰ کیلومتر بر ساعت (۱۱۲ مایل بر ساعت) | ۹٫۳ ثانیه           |
| 2.0 L dCi | ۱۹۹۸ سی‌سی | ۱۱۰ کیلووات (۱۵۰ اسب بخار متری؛ ۱۴۸ اسب بخار ترمز) | ۱۹۰ کیلومتر بر ساعت (۱۱۸ مایل بر ساعت) | ۱۰٫۴ ثانیه          |
| 2.0 L dCi | ۱۹۹۸ سی‌سی | ۱۲۹ کیلووات (۱۷۵ اسب بخار متری؛ ۱۷۳ اسب بخار ترمز) | ۲۰۰ کیلومتر بر ساعت (۱۲۴ مایل بر ساعت) | ۹٫۸ ثانیه           |

### نگارخانه

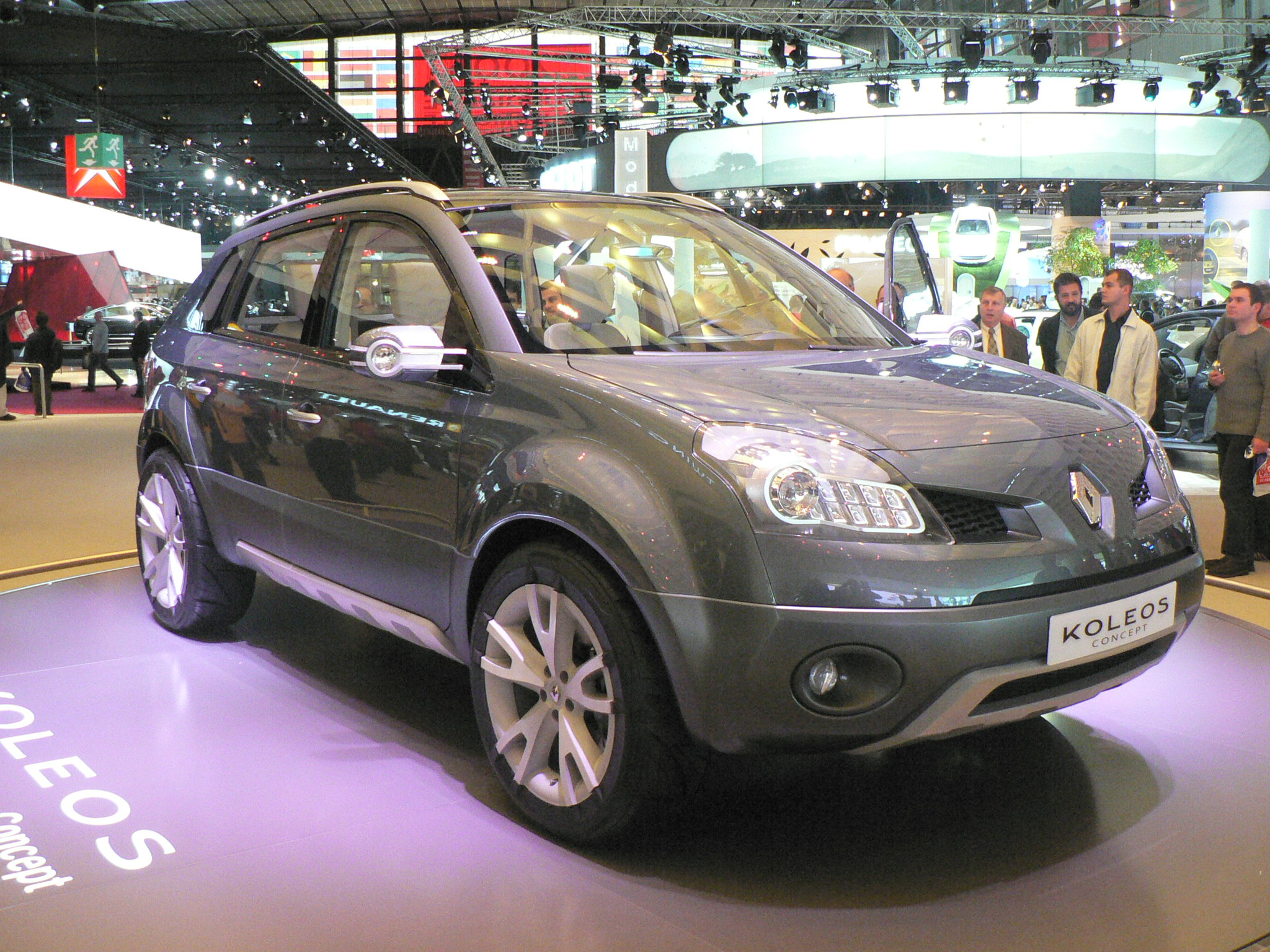
رنو کولئوس مفهومی
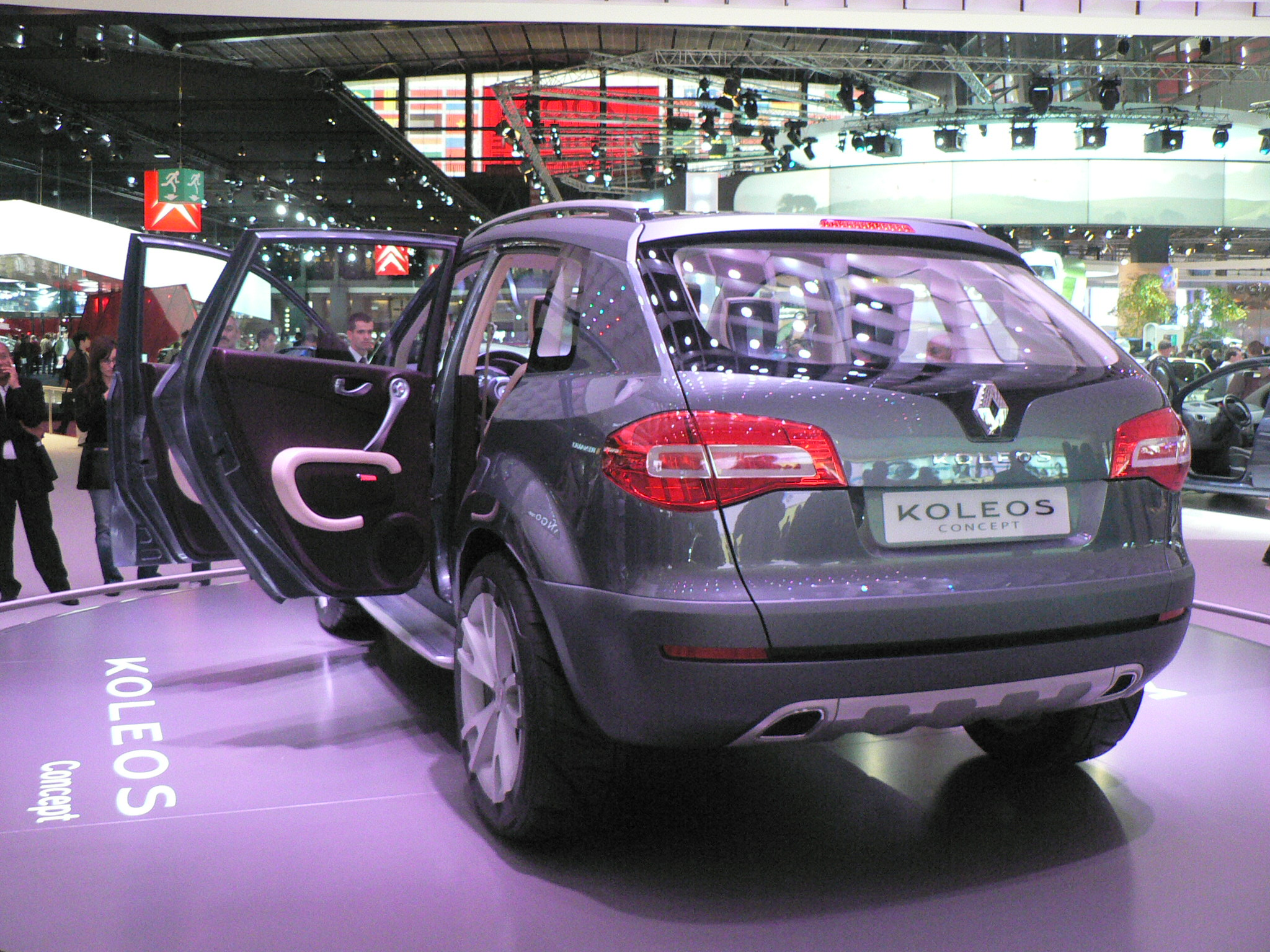
رنو کولئوس مفهومی
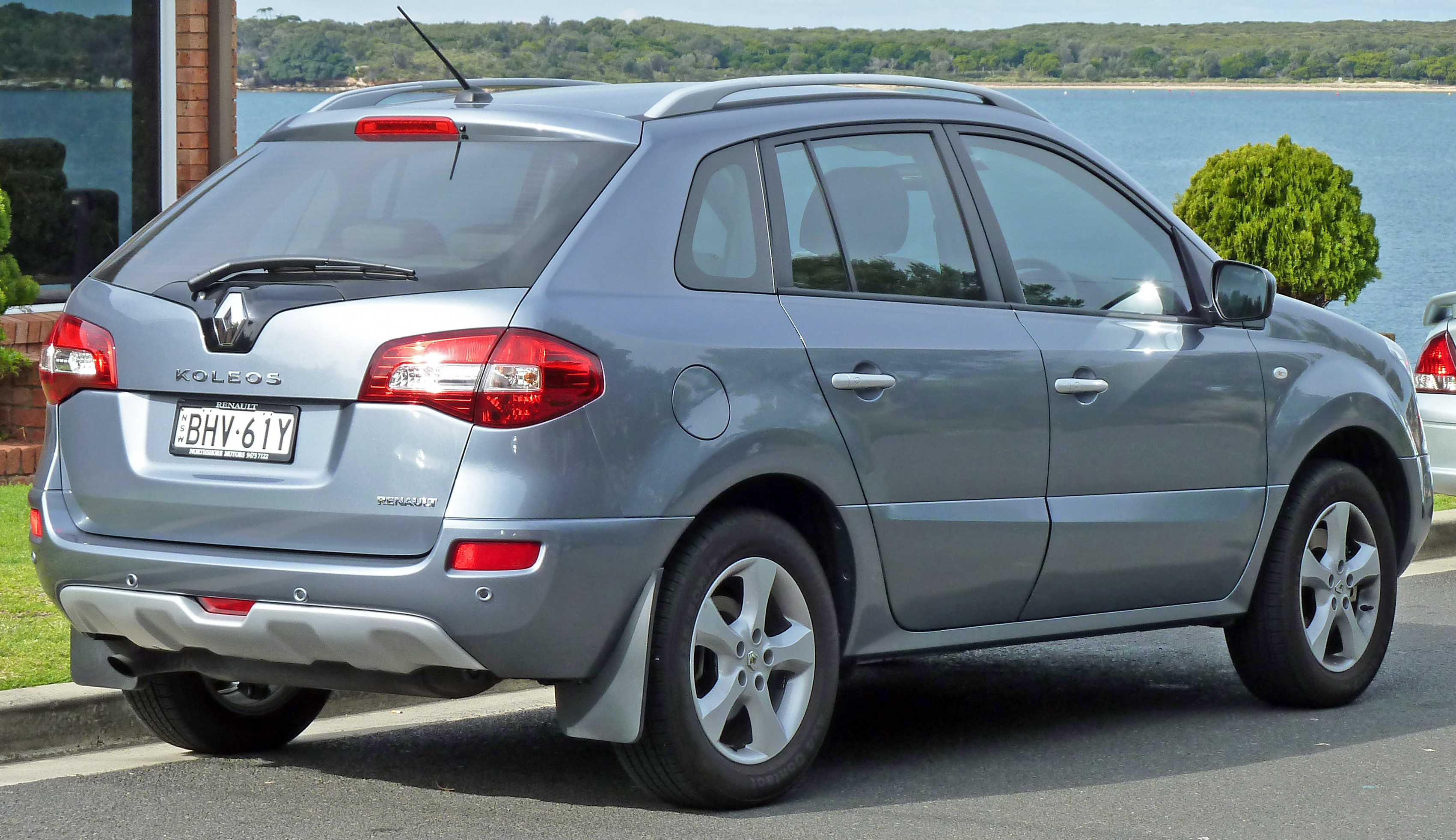
رنو کولئوس (پیش از فیس‌لیفت)
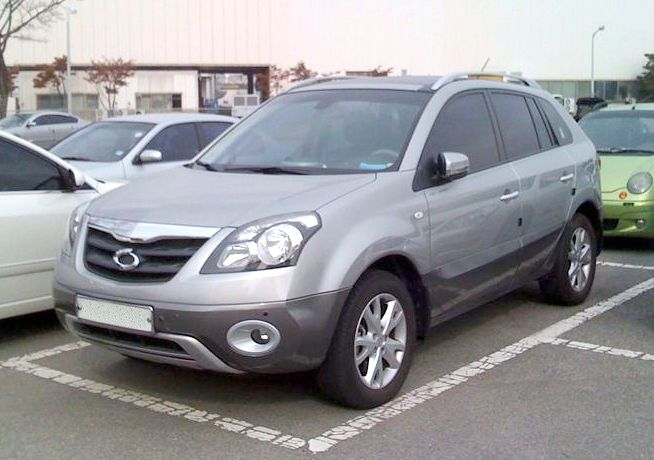
رنو سامسونگ QM5 (پیش از فیس‌لیفت)
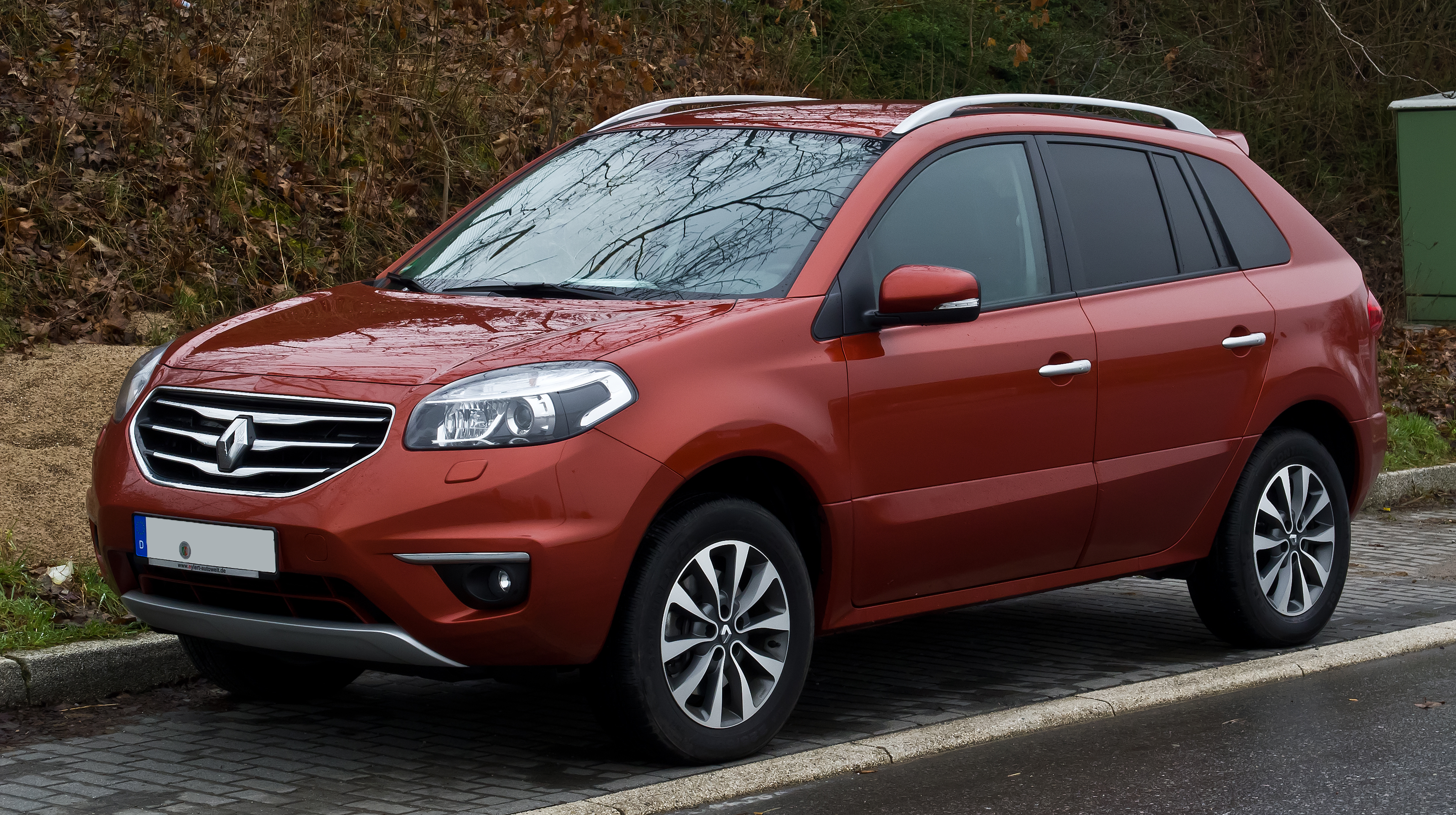
رنو کولئوس (فیس‌لیفت)
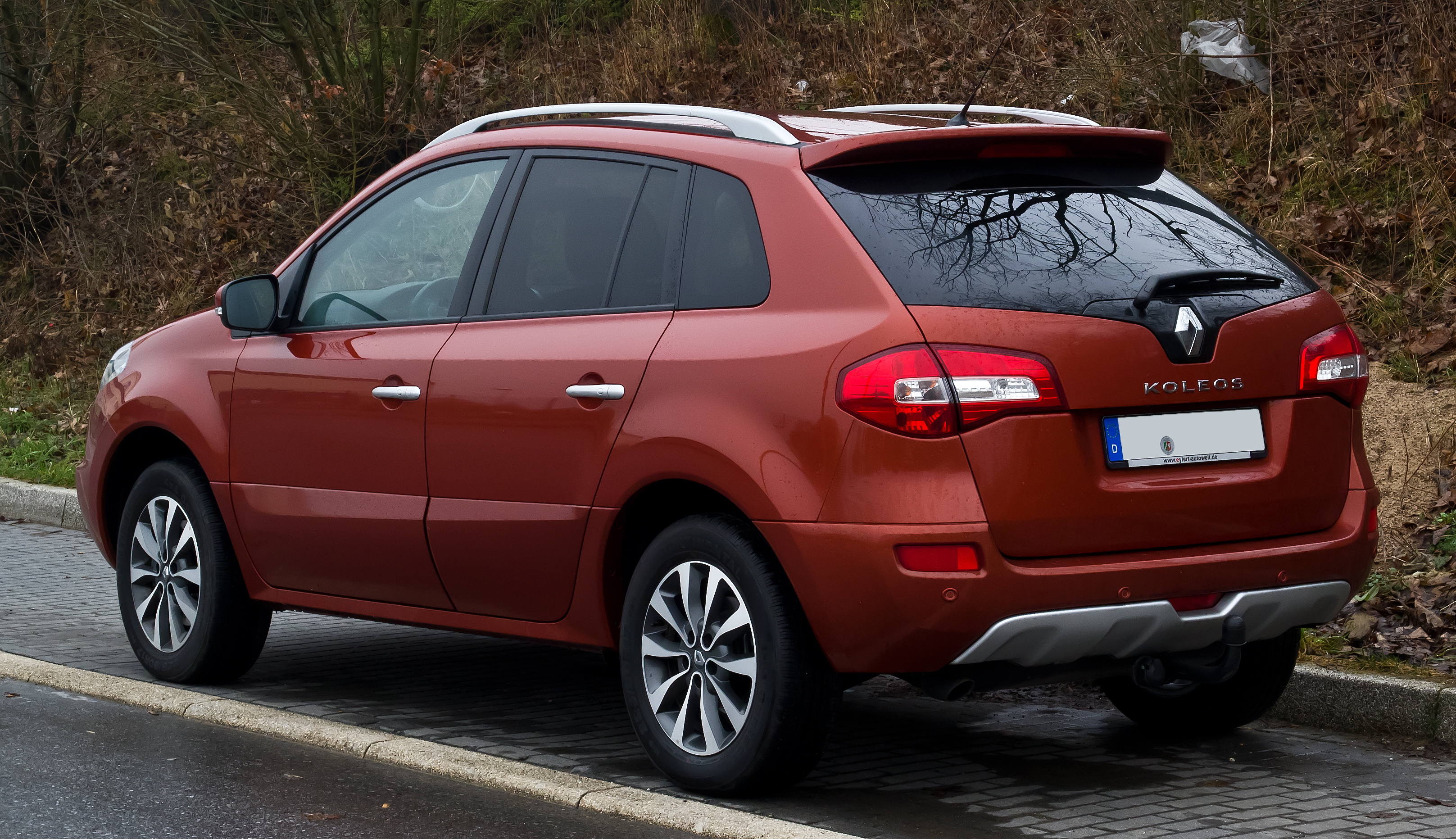
رنو کولئوس (فیس‌لیفت)
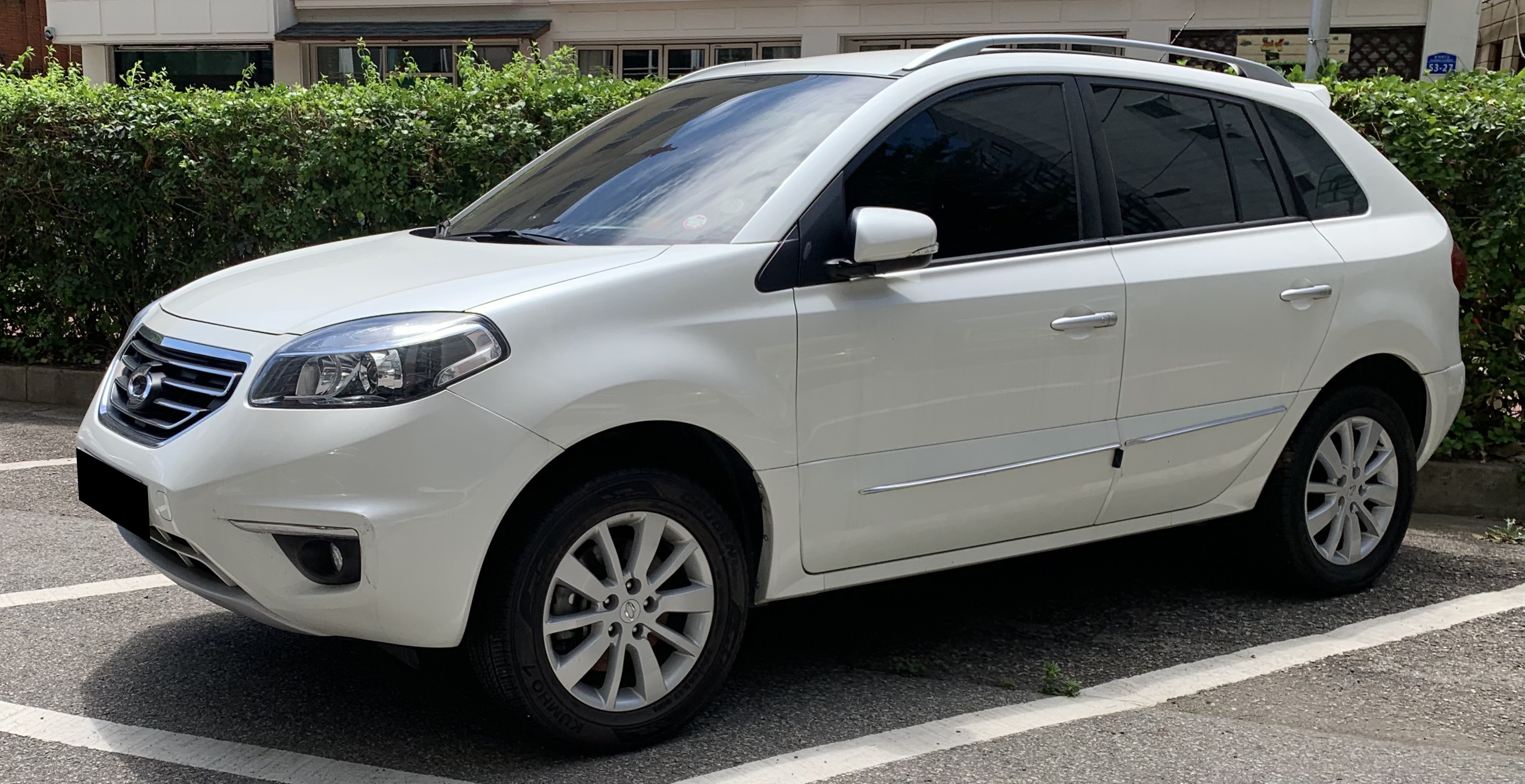
رنو سامسونگ QM5 (فیس‌لیفت)
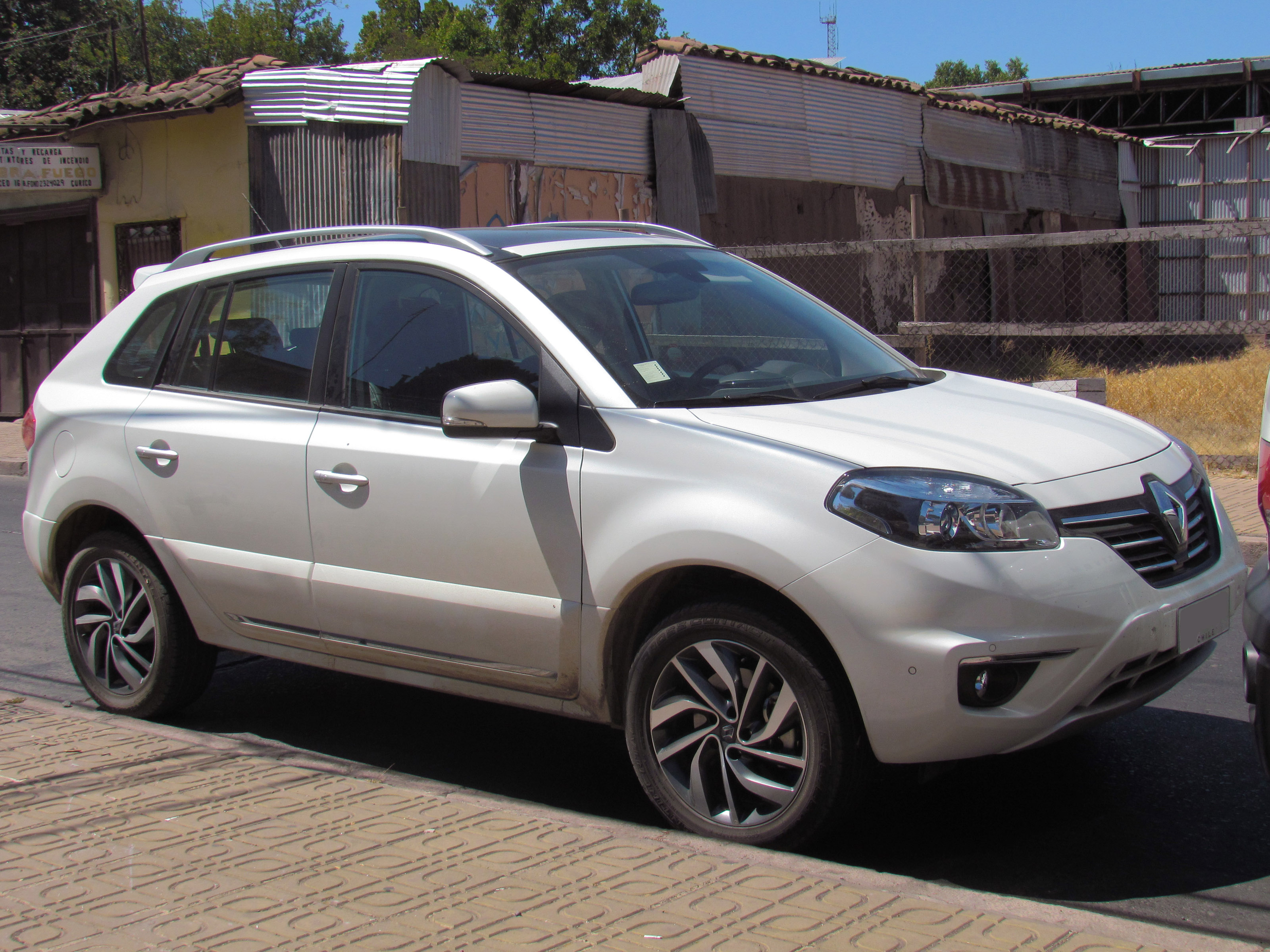
رنو کولئوس (فیس‌لیفت دوم)
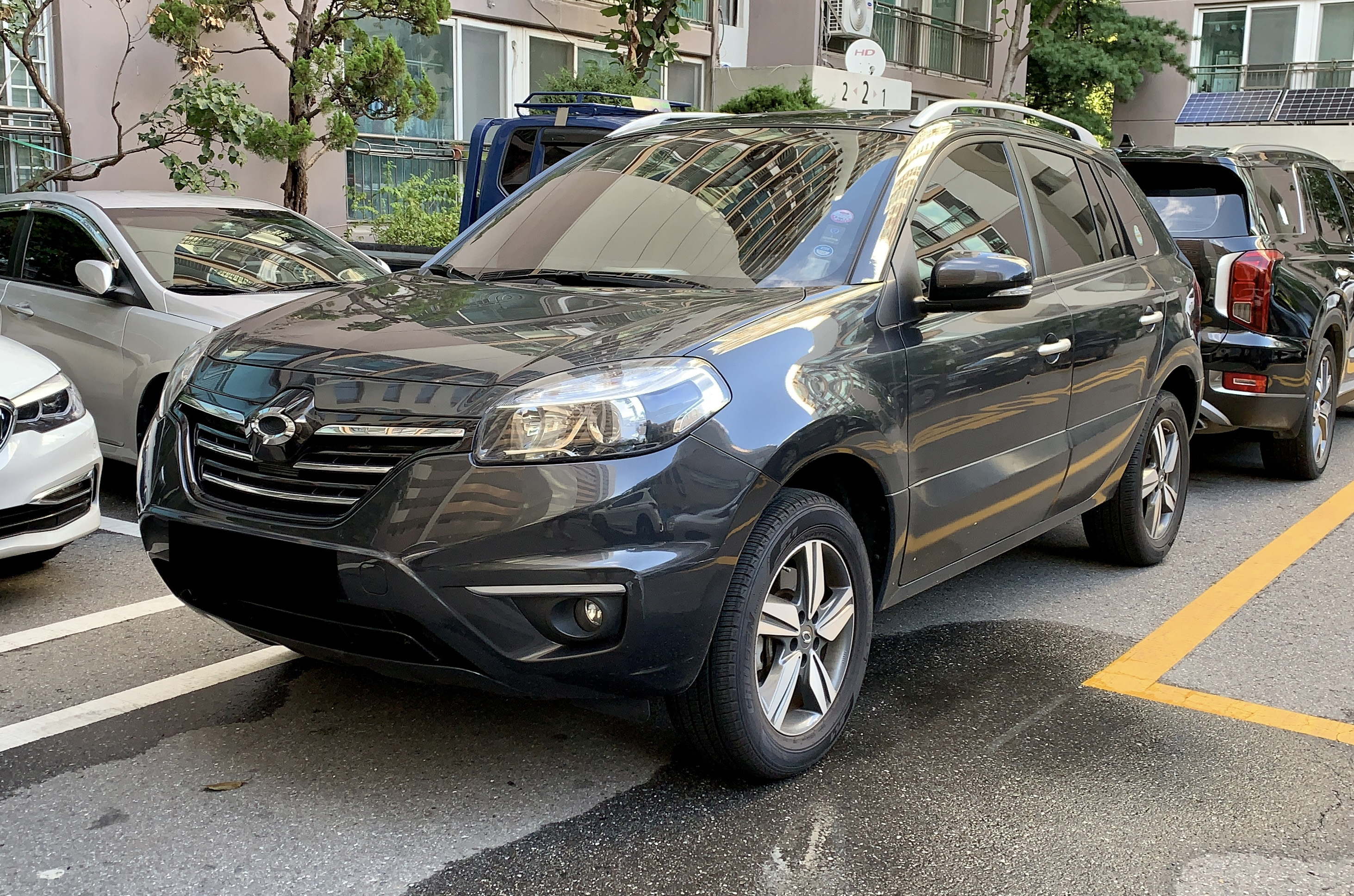
رنو سامسونگ QM5 (فیس‌لیفت دوم)

## نسل دوم (۲۰۱۶–اکنون)
نسل دوم کولئوس در نمایشگاه خودروی پکن ۲۰۱۶ توسط کارلوس گون مدیرعامل وقت رنو معرفی شد. به‌رغم شایعات گسترده مبنی بر این‌که نام جدیدترین شاسی‌بلند رنو Maxthon خواهد بود، این شرکت تصمیم گرفت نام Koleos را بازگرداند.
نسل دوم و بزرگتر کولئوس از پلت‌فرم ماژولار CMF-CD استفاده می‌کند که به طور مشترک توسط رنو و نیسان توسعه یافته است و قبلاً در خودروهای مشابهی مانند نسل سوم نیسان ایکس-تریل و رنو کاجار استفاده شده است.
در برخی مدل‌ها، خودرو دارای سه گزینه برای محور محرک است: دو چرخ متحرک، حالت چهار چرخ متحرک که قدرت را تطبیق می‌دهد همراه با توزیع گشتاور بین محورها برای بهبود کشش و چهار چرخ متحرک استاندارد. کولئوس به روز شده توسط یورو ان‌سی‌ای‌پی پنج ستاره ایمنی را دریافت کرده است.
این خودرو در تیپ‌های پایه دارای یک صفحه نمایش لمسی هفت اینچی است، در حالی که تیپ‌های بالاتر دارای یک سیستم اطلاعات سرگرمی با صفحه نمایش لمسی ۸٫۷ اینچی (به نام R Link 2) است. برای این خودرو گیربکس‌های دستی و اتوماتیک قابل انتخاب هستند هستند. کولئوس جدید اولین بار در ۱ اوت ۲۰۱۶ در استرالیا به فروش رسید و تا اواسط سال ۲۰۱۷ در بیشتر بازارهای آسیا، اروپا و آمریکای جنوبی عرضه شد.
فیس‌لیفت سال ۲۰۲۰ در پایان اکتبر ۲۰۱۹ وارد مکزیک شد. قرار بود تا این فیس‌لیفت در نمایشگاه بین المللی خودرو مانیل ۲۰۲۰ در ۲ آوریل ۲۰۲۰ توسط رنو سامسونگ موتورز با نام QM6 به نمایش گذاشته شود.
فروش کولئوس در بریتانیا در ژوئن ۲۰۲۰، سه سال پس از معرفی مجدد به بازار بریتانیا و ده سال پس از پایان فروش نسل اول در بریتانیا، به دلیل فروش ضعیف متوقف شد.

### طراحی ظاهری
ابعاد رنو کولئوس نسل دوم به ترتیب ۴۶۷۲/۱۸۴۳/۱۶۷۸ می‌باشد و فاصله بین دو محور ۲۷۰۵ است. در خصوص طراحی ظاهری رنو کولئوس نسل دوم می‌توان با نگاهی به تصاویر، به تمامی ویژگی‌های ظاهری آن پی برد، ولی نکته قابل توجه طراحی رنو کولئوس نسل دوم، استفاده از طراحی رنو تالیسمان و نسل جدید مگان برای چهره آرایی این شاسی بلند سایز متوسط است تا شاید نسل دوم کولئوس بتواند فروش ناامیدکننده نسل اول را جبران کند.
طراحی عقب رنو کولئوس نسل دوم به نظر مطلوب و دلنشین تر شده و خروجی‌های اگزوز کرومی، اسپویلر سقفی و حتی فرم بدنه رنو کولئوس نسل دوم در بخش عقبی خوب طراحی شده‌است، و در کل یک طراحی بهتر از نسل اول را شاهد هستیم.

### طراحی داخلی
رنو کولئوس نسل دوم دارای کیفیت بالای مواد بکار رفته در داخل خود است و از چرم و پلاستیک با کیفیت بالا بهرمند است. پانل ابزار نیمه دیجیتال، و یک صفحه نمایش لمسی بزرگ در مرکز آن به همراه برخی از تجملات اضافی دلیلی است که این خودرو در بازار بالاتر از خودروی نیسان X-TRAIL قرار گیرد. نورپردازی LED داخلی، صندلی‌های چرمی با کیفیت مطلوب به همراه گرمکن صندلی، داشبورد کشیده شده و سقف پانورامیک از ویژگی‌های طراحی داخلی رنو کولئوس نسل دوم است.

### موتورها
در تمامی مدل‌های رنو کولیوس نسل دوم از پیشرانه‌ای مشترک با نیسان X-Trail استفاده شده‌است؛ این خودرو در ایران مجهز به یک پیشرانهٔ چهار سیلندر ۲٫۵ لیتری توانایی تولید ۱۶۸ اسب بخار قدرت و ۲۲۶ نیوتن‌متر گشتاور است. نیرو پیشرانه عرضه شده در ایران توسط جعبه دندهٔ ضریب متغیر از نوع (CVT) که مورد بازنگری قرار گرفته‌است، به چرخ‌ها ارسال می‌شود. در ادامه تمامی موتورهای این خودرو را ملاحظه می‌کنید.
| موتور   | حجم موتور | تیپ  | قدرت                       | جعبه دنده              | نوع انتقال قدرت |
| ------- | --------- | ---- | -------------------------- | ---------------------- | --------------- |
| 2.0 16v | 1997cc    | M5R  | ۱۱۰ کیلووات (۱۴۷ اسب بخار) | X-CVT8                 | 2WD             |
| 2.5 16v | 2488cc    | QR25 | ۱۳۷ کیلووات (۱۸۳ اسب بخار) | X-CVT8                 | 2WD یا 4WD      |
| 1.6 dCi | 1598cc    | R9M  | ۹۷ کیلووات (۱۳۰ اسب بخار)  | ۶-سرعته دستی           | 2WD             |
| 2.0 dCi | 1995cc    | M9R  | ۱۲۸ کیلووات (۱۷۷ اسب بخار) | ۶-سرعته دستی یا X-CVT8 | 2WD یا 4WD      |

### نگارخانه

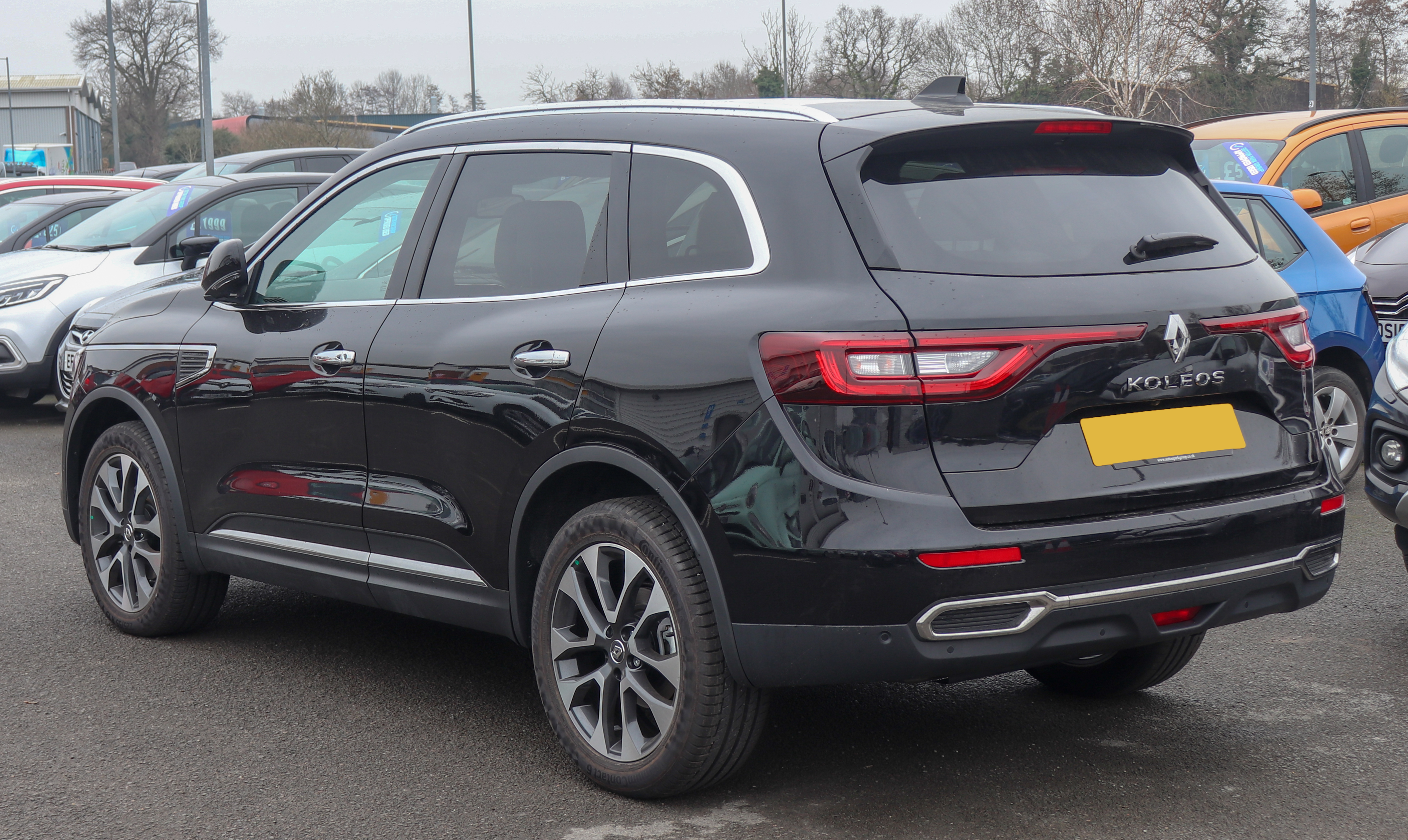
نمای عقب
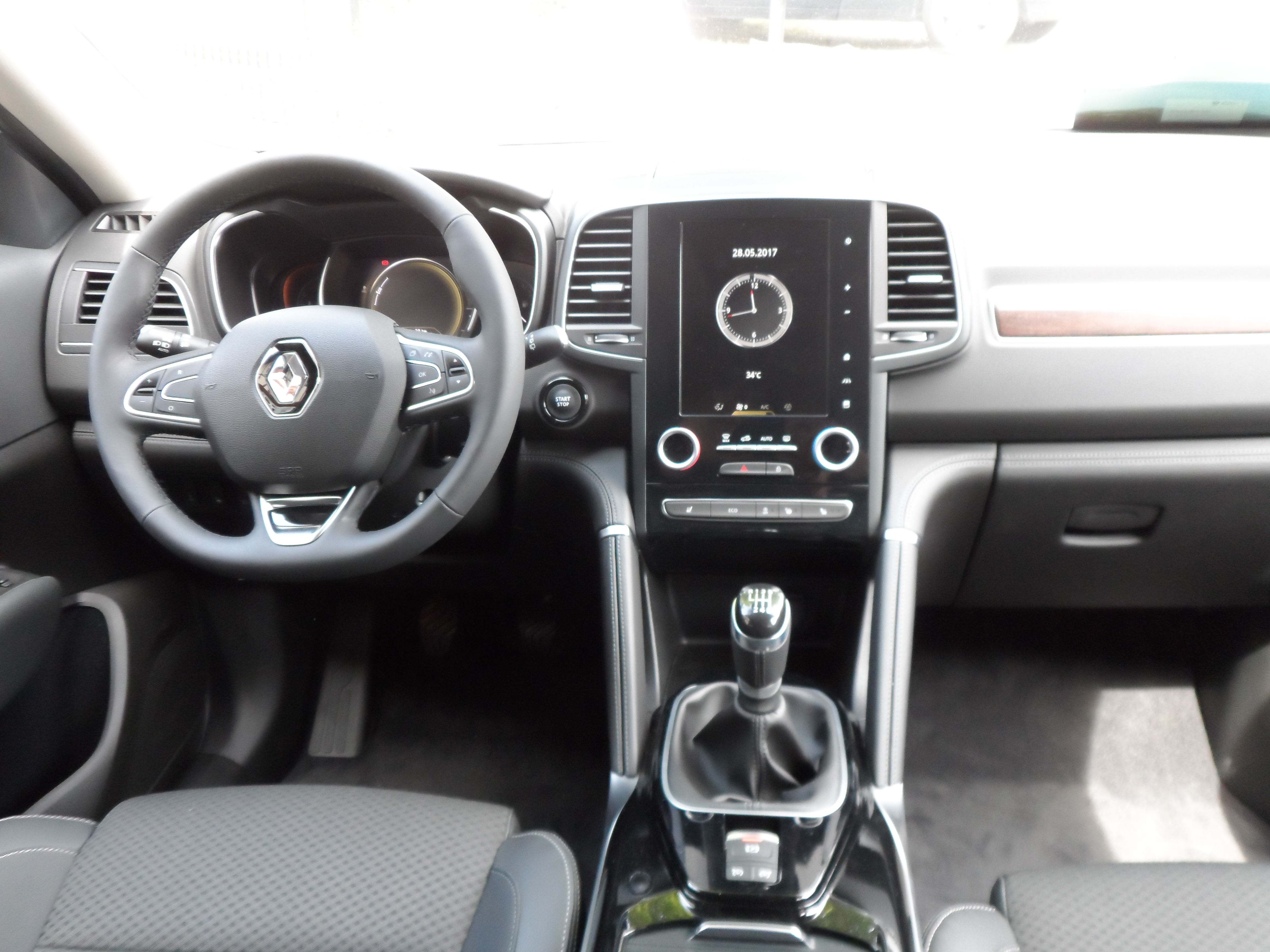
نمای داخلی
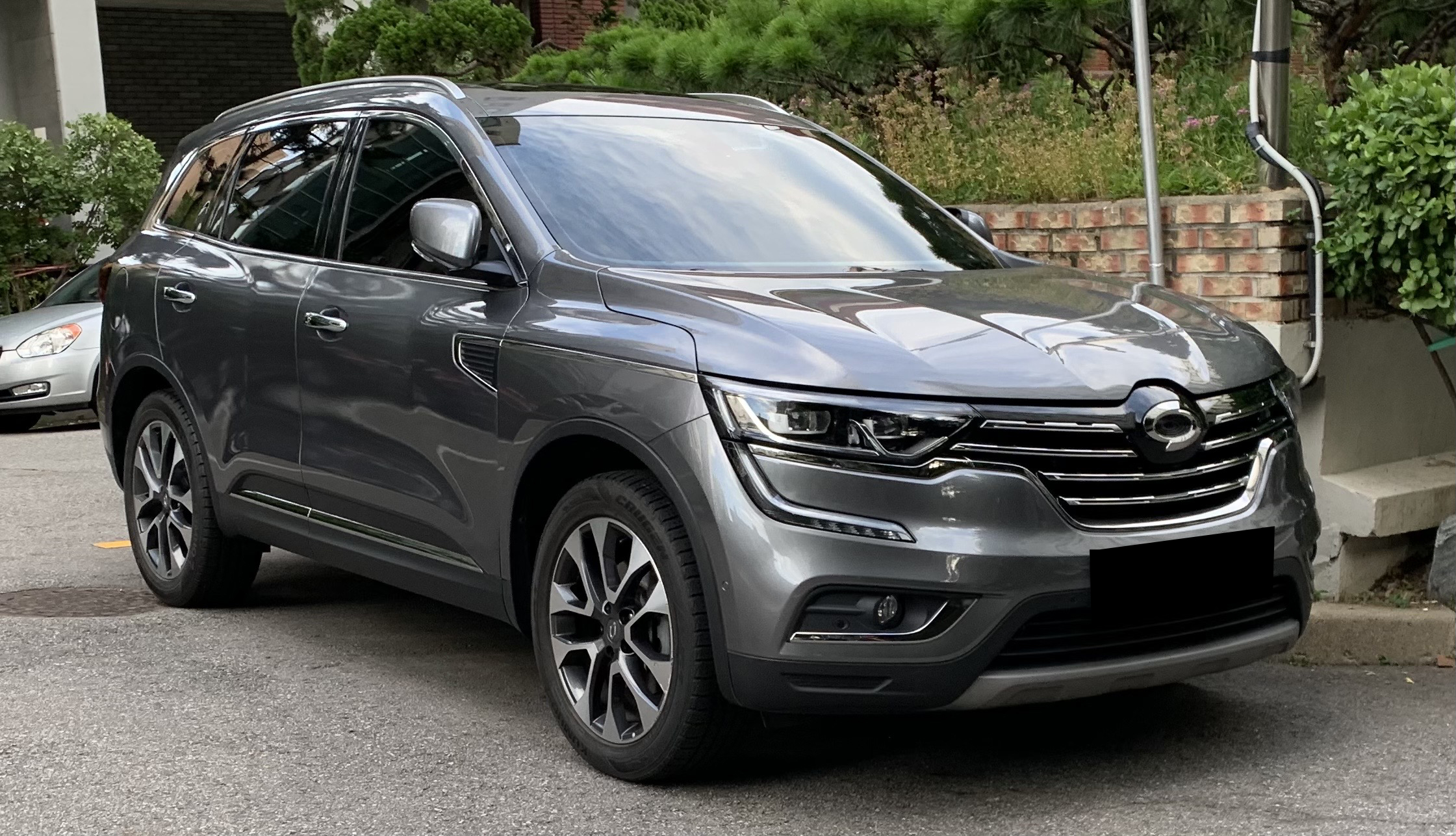
رنو سامسونگ QM6 (پیش از فیس‌لیفت)
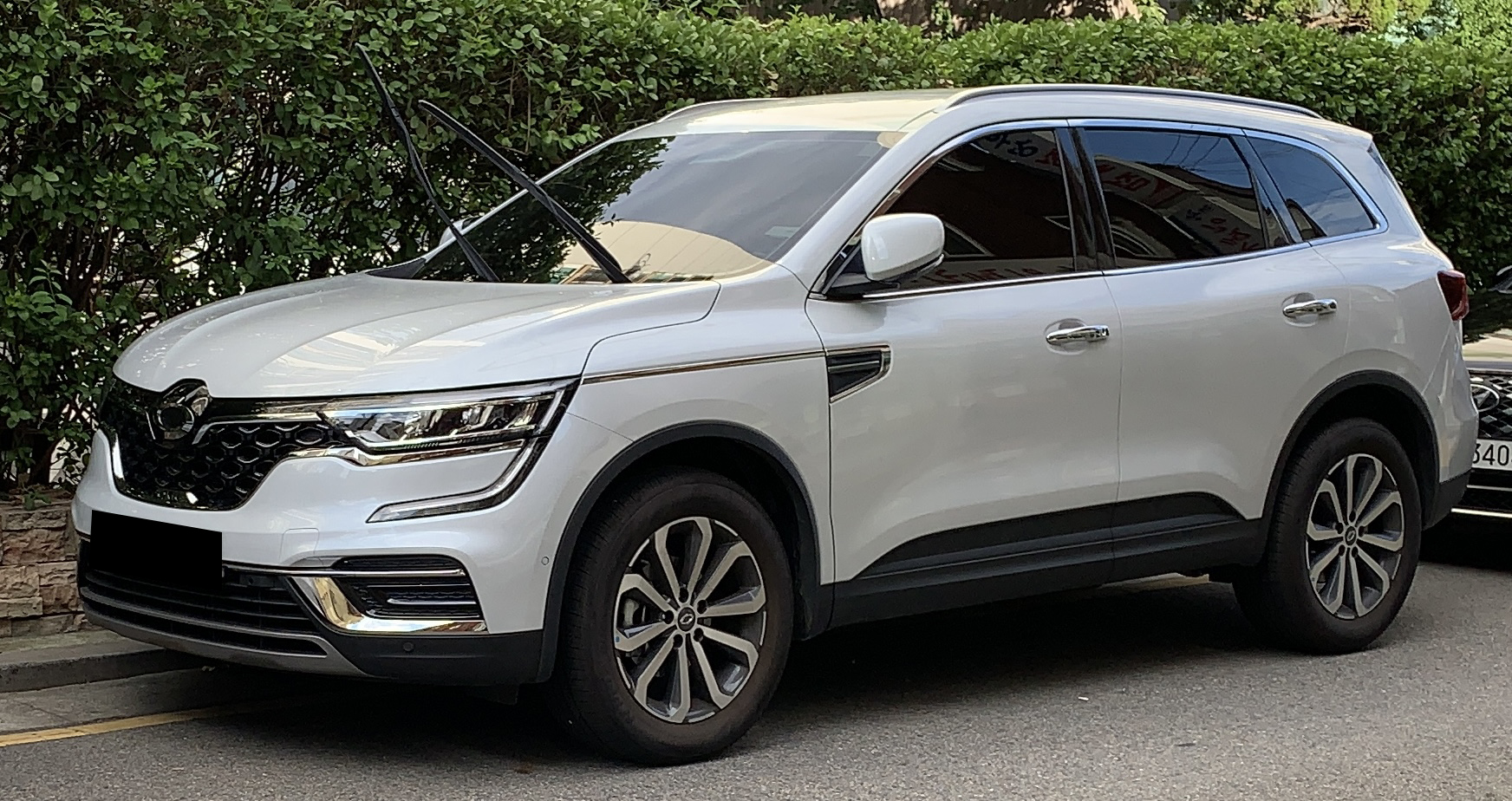
رنو سامسونگ QM6 (فیس‌لیفت)
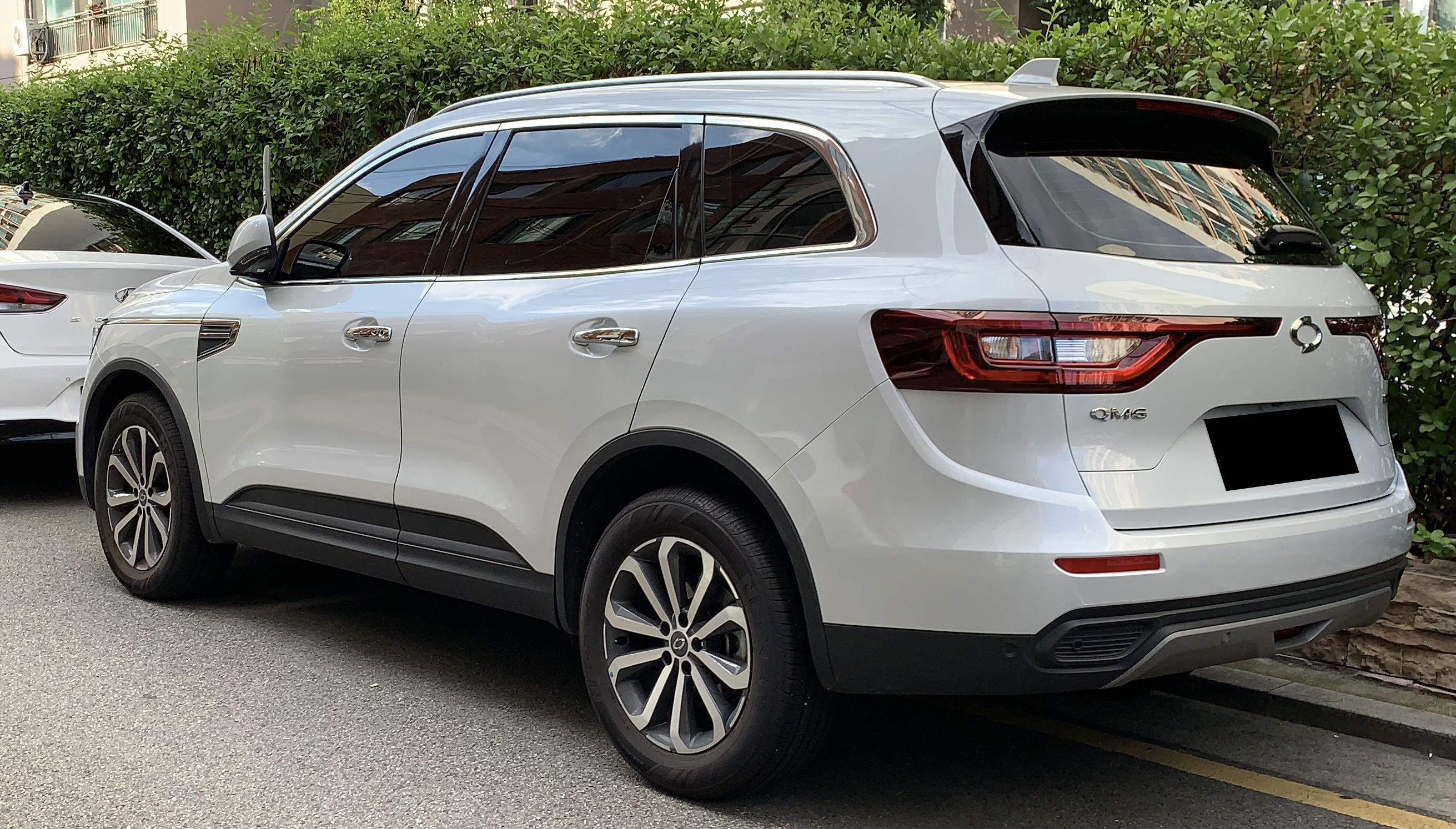
رنو سامسونگ QM6 (فیس‌لیفت)

## آمار فروش
| سال  | اروپا  | چین    | استرالیا | مکزیک | کره جنوبی | کره جنوبی |
| سال  | اروپا  | چین    | استرالیا | مکزیک | QM5       | QM6       |
| ---- | ------ | ------ | -------- | ----- | --------- | --------- |
| 2007 | 1      |        |          |       |           |           |
| 2008 | 17,645 |        |          |       |           |           |
| 2009 | 21,765 |        |          |       |           |           |
| 2010 | 13,828 |        |          |       |           |           |
| 2011 | 16,874 |        |          |       |           |           |
| 2012 | 15,282 |        |          |       |           |           |
| 2013 | 8,404  |        |          |       |           |           |
| 2014 | 7,418  |        | 1,709    |       | 8,947     |           |
| 2015 | 4,675  |        | 1,419    |       | 6,804     |           |
| 2016 | 186    | 6,027  | 1,524    |       | 1,163     | 14,126    |
| 2017 | 13,232 | 46,321 | 3,120    | 2,486 |           | 27,837    |
| 2018 | 18,999 | 32,606 | 2,992    | 2,089 |           | 32,999    |
| 2019 | 12,371 | 8,445  | 2,533    | 1,815 |           | 47,640    |
| 2020 | 6,916  | 578    | 2,408    | 1,611 |           | 46,825    |
| 2021 | 6,048  |        | 1,937    | 2,568 |           |           |